# Bez kalhot
Bez kalhot (v anglickém originále Magic Mike) je americký komediálně-dramatický film z roku 2012 od režiséra Stevena Soderbergha. V hlavních rolích účinkují Channing Tatum, Alex Pettyfer, Matt Bomer, Joe Manganiello a Matthew McConaughey. Děj se točí kolem 19letého Adama, který vstoupí do světa mužského striptýzu pod vedením zkušeného Mikea Lanea. Čerpá z vlastních zkušeností herce Channinga Tatuma, který dělal striptéra ještě než nastoupil hereckou dráhu.

## Děj
Devatenáctiletý Adam (Alex Pettyfer) se při práci na stavbě seznámí s o něco starším Mikem (Channing Tatum). Ten se kromě toho živí také jako striptér v dámském klubu Xquisite a Adama zláká svět striptýzu s jeho zdánlivě snadnými zisky a pozlátky. Mike mu je zkušeným průvodcem, který už také zná všechny nástrahy a sní o tom, že odejde z branže a bude se věnovat výrobě nábytku na míru. Rozehrává také vztah s Adamovou sestrou. Sám Adam, pod uměleckým jménem Kid, propadá čím dál víc lákadlům, večírkům, ale také prodeji a užívání drog. Šéf celé show a zkušený performer (Matthew McConnaughey) mezi tím plánuje svůj podnik přestěhovat do jiného města.

## Obsazení
| Channing Tatum       | Magic Mike, striptér                  |
| Alex Pettyfer        | Adam („The Kid“), začínající striptér |
| Matt Bomer           | Ken, striptér                         |
| Matthew McConaughey  | Dallas, majitel klubu a šéf souboru   |
| Joe Manganiello      | Big Dick Richie, striptér             |
| Kevin Nash           | Tarzan                                |
| Adam Rodriguez       | Tito                                  |
| Wendi McLendon-Covey | Tara                                  |
| Olivia Munn          | Joanna, Mikeova občasná milenka       |
| Mircea Monroe        | Kenova manželka                       |
| Riley Keough         | Zora                                  |
| Betsy Brandt         | Banker                                |
| Cody Horn            | Brooke, Adamova sestra                |
| Gabriel Iglesias     | Tobias                                |
| Riley Keough         | Nora                                  |
| Michael Roark        | Ryan                                  |

## Přijetí
Film vydělal na tržbách během debutového víkendu 39 milionů dolarů a umístil se tak na druhém místě americké TOP 10 za snímkem Méďa. O týden později byl na 5. místě, kde se udržel i následující týden, přičemž v té době vydělal na tržbách už 91 milionů dolarů. Ještě měsíc po premiéře se držel na osmé příčce žebříčku a o týden později na desáté s nashromážděnými tržbami téměř 111 milionů dolarů.

## Pokračování
V roce 2014 byla ohlášena příprava navazujícího filmu s pracovním názvem Magic Mike XXL. Režie se zhostil Soderberghův kolega Gregory Jacobs, zatímco se režisér původního snímku chopil kamery pod pseudonymem Peter Andrews. Zamýšlené uvedení do kin bylo ohlášeno na 1. července 2015. Režisér v polovině září 2014 uvedl, že Matthew McConaughey už v druhém filmu účinkovat nebude, zatímco účast Channinga Tatuma, Matta Bomera a Joea Manganiella už byla potvrzena. Alex Pettyfer byl v té době ještě v jednání.